# Sala w Wieży Zygmunta III Wazy na Wawelu
Sala w wieży Zygmunta III – jedna z sal Zamku Królewskiego na Wawelu w Wieży Zygmunta III Wazy, wchodząca w skład ekspozycji Prywatnych Apartamentów Królewskich. W pomieszczeniu oryginalny wczesnobarokowy portal oraz pierwotna dekoracja stiukowa z malowidłami Z. Pronaszki (1930–1936). W okresie międzywojennym biuro prezydenta Ignacego Mościckiego. W przedsionku znajduje się francuski kredens z XVI w.
Powyżej znajduje się Gabinet w Wieży Zygmunta III Wazy na Wawelu.

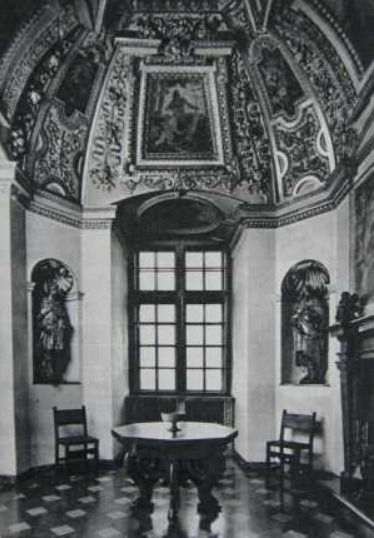
Gabinet w wieży Zygmunta III Wazy (zdjęcie z lat 30. XX wieku)
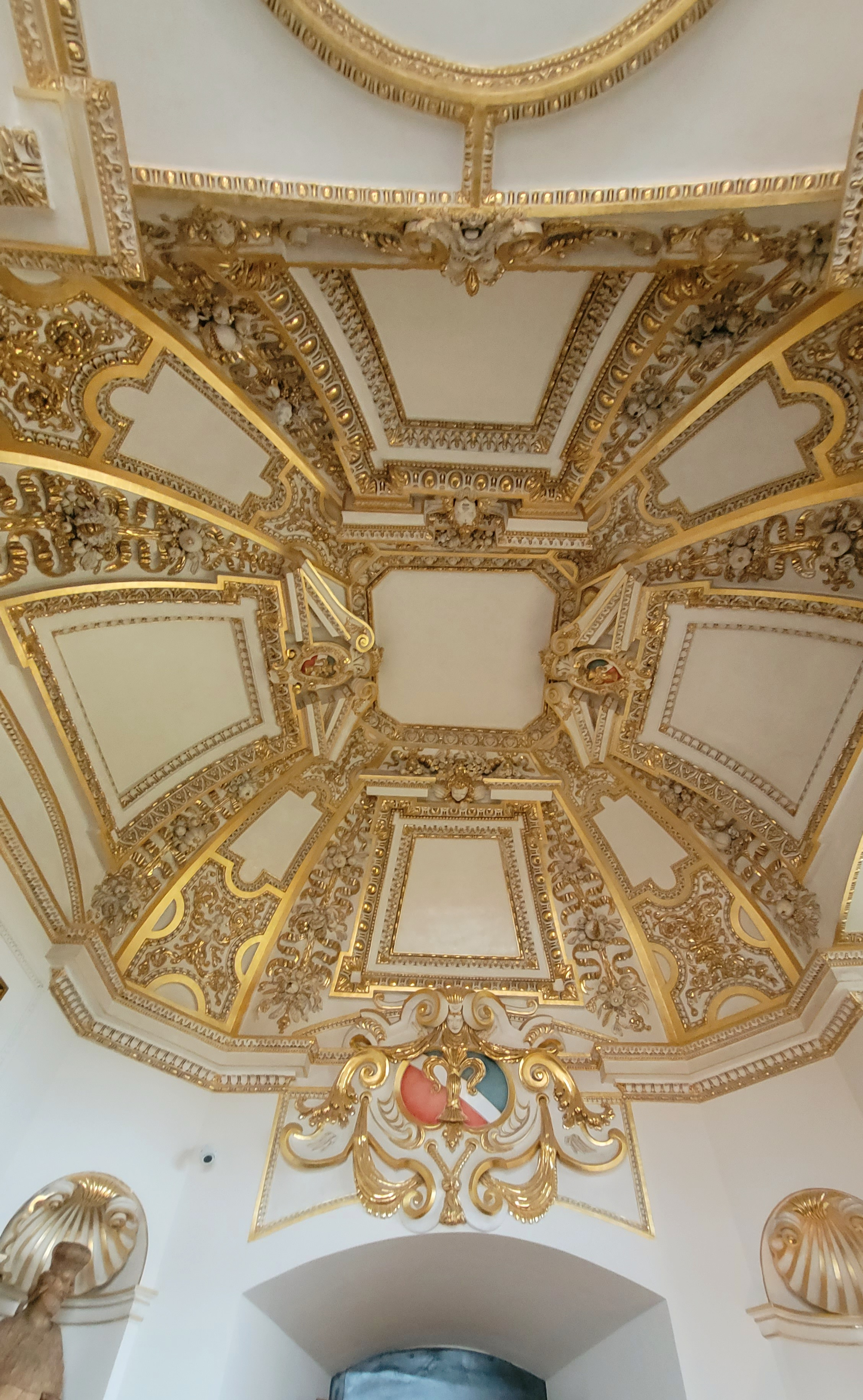
Stiuki w gabinecie Zygmunta III Wazy (obecnie)